# Exparoxypilus africanus
Exparoxypilus africanus es una especie de mantis de la familia Amorphoscelidae.

## Distribución geográfica
Se encuentra en Zanzíbar.